# Armando Calderón Sol
Armando Calderón Sol (San Salvador, 24 de junio de 1948-Houston, Texas; 9 de octubre de 2017) fue un abogado y político salvadoreño y dirigente del partido derechista Alianza Republicana Nacionalista. Fue el 56.° Presidente de El Salvador desde el 1 de junio de 1994 hasta el 1 de junio de 1999.

## Vida privada
Nació en San Salvador, el 24 de junio de 1948. Estuvo casado con Elizabeth Aguirre de Calderón.

## Biografía
En 1977, Armando Calderón Sol se graduó de Doctor en Jurisprudencia y Ciencias Sociales en la Universidad de El Salvador.  
Se unió en 1979 al Movimiento Nacionalista Salvadoreño, el precursor ideológico de Arena. El MNS surgió con el propósito de hacer una lucha ideológica contra el régimen golpista y con simpatía por los organismos paramilitares que asesinaban a presuntos izquierdistas. Los vínculos del MNS y de algunos de sus integrantes con los escuadrones de la muerte y con delitos como secuestros fueron ampliamente documentados. El nombre de Calderón Sol apareció en más de una ocasión. Los cables del Departamento de Estado y de la CIA desclasificados en 1993 brindaron información detallada sobre las relaciones de Calderón Sol con miembros de escuadrones de la muerte y sobre las actividades ilegales de algunos prominentes empresarios y políticos de inicios de la guerra.
Fue uno de los fundadores de ARENA en septiembre de 1981, y logró ser electo como alcalde de San Salvador (1988-1994). También fue un hombre de negocios.
Se presentó como candidato en las elecciones presidenciales del 20 de marzo de 1994; pero no alcanzó la mayoría absoluta de votos en primera vuelta que exige el Art. 80 de la Constitución de la República,

## Presidencia (1994-1999)
Creó la Secretaria del Medio Ambiente (SEMA) al inicio de su mandato en 1994 para la conservación de los recursos naturales. Luego en 1997, organizó el Ministerio del Medio Ambiente y de Recursos Naturales (MARN). También creó el Ministerio de Seguridad Pública. A Calderón Sol le correspondió implementar varios puntos pendientes de la aplicación de los Acuerdos de Paz de Chapultepec como el despliegue de la Policía Nacional Civil y la desmovilización de la antigua Policía Nacional. 
Durante su gobierno y mediante su ministra de educación, Cecilia Gallardo de Cano, implementó la reforma educativa que crearía el Bachillerato General acortándolo a dos años, con más horas diarias de estudio, y dejaría el Bachillerato Técnico Vocacional de tres años. También se inició la aplicación de la Prueba de Aprendizaje y Aptitudes para Egresados de Educación Media (PAES) para los estudiantes que finalizan el Bachillerato. En 1997 egresó la primera generación del Bachillerato General, así como también fue la primera vez que se efectuó la PAES. También a iniciativa de la ministra de educación se creó Escuelas Saludables, un programa de alimentos, atención médica a escuelas públicas para mejorar el rendimiento académico y evitar la deserción escolar.
Propuso en 1996 la creación de una ley que regulara la creación de organizaciones sin fines de lucro (ONG), que fue aprobada por la Asamblea Legislativa. 
El 30 de abril de 1997, a iniciativa del Presidente de la República y mediante su Ministro de Justicia, Rubén Antonio Mejía Peña y de 11 diputados se decretó el actual Código Penal y se deroga el Código Penal del 13 de febrero de 1973, "debido a que no guarda concordancia con el texto de la Constitución Política de 1983, ni con la realidad política y social que vive el país" 
Junto con sus consejeros económicos, Juan José Daboub y Manuel Enrique Hinds, Calderón Sol puso en marcha una serie de medidas neoliberales durante su gobierno. 
Entre las privatizaciones durante el gobierno de Armando Calderón Sol (1994-1999) se encuentran: 
1. Privatización de los ingenios azucareros estatales. El Estado quedó como accionista minoritario de tres de los siete ingenios.
2. Privatización del servicio de entrega de placas y licencias de vehículos que hacía el viceministerio del transporte. La empresa privada llamada SERTRACEN controla ese negocio.
5. Privatización de las empresas distribuidoras de energía eléctrica (CLESA, CLES, CLEA, CAESS y DEUSEM).
6. Privatización de la empresa de telecomunicaciones (ANTEL). La telefonía fija y celular está controlada por varias empresas extranjeras. Se trata de uno de los negocios más rentables del país.
7. Privatización de la administración de los fondos de pensiones estatal, siendo controlado ahora por las administradoras AFP confía y AFP crecer, quienes se quedaron con los activos y teniendo ganancias enormes mientras que el estado salvadoreño se quedo con los pasivos, llevándolo a solicitar préstamos de aproximadamente 400 millones de dólares anuales para pagar a los jubilados.
Durante su gestión, el territorio salvadoreño fue asolado por el paso del huracán Mitch, en 1998 que provocó importantes daños en la infraestructura del país. 
Terminado su mandato el 1 de junio de 1999, Calderón Sol pasó a ser diputado del Parlamento Centroamericano, y desde entonces mantuvo un alto perfil político y ha ocupado el cargo de presidente honorario de ARENA.
Se desempeñaba como presidente de la Unión de Partidos Latinoamericanos (UPLA), cargo que ocupó hasta su muerte.

## Fallecimiento
Armando Calderón Sol viajó a Estados Unidos para someterse al tratamiento de un cáncer de pulmón que padecía, sin embargo el día lunes, 9 de octubre de 2017 a los 69 años de edad, falleció en un hospital de Houston, Texas, Estados Unidos.